# Die barfüßige Gräfin
Die barfüßige Gräfin (Originaltitel: The Barefoot Contessa) ist ein US-amerikanisches Filmdrama von Joseph L. Mankiewicz aus dem Jahr 1954. Die Hauptrolle übernahm Ava Gardner. Humphrey Bogart und Edmond O’Brien sind in wichtigen Nebenrollen zu sehen.

## Handlung
Filmregisseur Harry Dawes hat schon einmal bessere Tage gesehen. Als er zu Probeaufnahmen mit der unbekannten Maria Vargas nach Madrid kommt, macht ihm sein arroganter Geldgeber fast einen Strich durch die Rechnung. Nur mit Mühe kann Dawes die attraktive Tänzerin zu einem Vertrag überreden, und bereits der erste gemeinsame Film wird zu einem großen Erfolg. Aus Maria Vargas wird der von Männern umworbene Star Maria d’Amata. Doch auch gegenüber dem reichen Südamerikaner Bravano bleibt sie zunächst unnahbar.
Als Bravano in einem Spielcasino zu aufdringlich wird, kommt ihr der italienische Graf Vincenzo Torlato-Favrini zu Hilfe – der Beginn einer großen Liebe. Doch Harry, der bei der bald anstehenden Hochzeit Brautführer ist, zweifelt daran, dass Maria mit Vincenzo wirklich glücklich werden kann. Schon bald bestätigen sich seine Zweifel auf tragische Weise: Vincenzo ist durch eine Kriegsverletzung impotent, wovon Maria erst nach der Hochzeit erfährt. Frustriert nimmt sie sich einen Liebhaber und wird schwanger. Vincenzo erschießt sie und wohnt zusammen mit Dawes und anderen von Marias Weggefährten ihrer Beerdigung bei, bevor er von Polizisten abgeführt wird.

## Hintergrund
Die Rolle der Maria Vargas wurde zunächst Rita Hayworth angeboten. Diese lehnte jedoch ab, weil die Filmhandlung zu starke Parallelen zu ihrer eigenen Biographie aufwies.

## Kritiken
„Mit seinen Ansätzen zur Gesellschaftskritik, seiner zynischen Philosophie, den intelligenten Dialogen und einer bis in die Nebenrollen präzisen Besetzung hinterlässt der Film einen zwiespältigen Eindruck“, urteilte das Lexikon des internationalen Films. Das Filmdrama sei „[a]ls typisches Hollywood-Produkt seiner Zeit dennoch interessant“. Die Fernsehzeitschrift Prisma schrieb, dass Die barfüßige Gräfin „oft sehr zynisch und überaus gesellschaftskritisch“ sei. Teile des Films seien „recht pseudophilosophisch und dadurch zu lang geraten“. Dank einer „perfekten Besetzung“ biete er dennoch „gute Unterhaltung“.
Cinema bezeichnete den Film als „Anti-Märchen“, das „toll gespielt“, aber dessen Systemkritik „eher zahm“ sei. Das Fazit lautete: „Edelherbe Abrechnung mit dem Star-Mythos.“

## Auszeichnungen
Edmond O’Brien gewann 1955 den Oscar und den Golden Globe als bester Nebendarsteller. Er war zudem für den New York Film Critics Circle Award nominiert. Joseph L. Mankiewicz war bei den Oscars für das beste Originaldrehbuch nominiert. Sein Drehbuch erhielt des Weiteren eine Nominierung für den Writers Guild of America Award.

## Synchronisation
| Rolle                         | Darsteller         | Synchronsprecher      |
| ----------------------------- | ------------------ | --------------------- |
| Harry Dawes                   | Humphrey Bogart    | Paul Klinger          |
| Maria Vargas                  | Ava Gardner        | Edith Schneider       |
| Oscar Muldoon                 | Edmond O’Brien     | Wolfgang Lukschy      |
| Alberto Bravano               | Marius Goring      | Klaus Miedel          |
| Eleanora Torlato-Favrini      | Valentina Cortese  | Tilly Lauenstein      |
| Graf Vincenzo Torlato-Favrini | Rossano Brazzi     | Curt Ackermann        |
| Kirk Edwards                  | Warren Stevens     | Heinz Drache          |
| Pedro Vargas                  | Franco Interlenghi | Herbert Stass         |
| Nachtclubbesitzer             | Alberto Rabagliati | Erich Fiedler         |
| J. Montague Brown             | Bill Fraser        | Paul Wagner           |
| Mr. Max Black                 | John Parrish       | Siegfried Schürenberg |
| Mr. Blue                      | Jim Gérald         | Eduard Wandrey        |